# Freifjordtunnel
Der Freifjordtunnel ist ein einröhriger Straßentunnel unter dem Freifjord zwischen den Inseln Bergsøya (Kommune Gjemnes) und Frei (Kommune Kristiansund) in der norwegischen Provinz Møre og Romsdal. Er ist ein Teil der Festlandsverbindung nach Kristiansund („Krifast“) und ersetzt seit 1992 die Fährverbindung Høgset – Kvitnes. Der Tunnel im Verlauf des Riksvei 70 ist 5086 Meter lang und liegt am tiefsten Punkt etwa 130 Meter unter dem Meeresspiegel.